# 後藤光輝
後藤 光輝（ごとう こうき、1998年〈平成10年〉3月15日 - ）は、日本の俳優。岐阜県出身。猫好き。株式会社GOKKO所属。

## 略歴
- 2019年にミシェルエンターテイメントに入所。当初はモデルとして活動するが、社長の勧めにより、俳優に挑戦する。
- 同事務所の先輩である鈴木浩文に出会い、師弟関係を結ぶ。
- 2022年に退所し、同年から鈴木浩文の紹介により、TikTokのショートドラマクリエイター集団「ごっこ俱楽部」のメンバーとして、出演と助監督と編集を担当している[2][3]。

## 人物
- 身長173センチメートル、体重60キログラム。
- 特技は、人の匂いを嗅ぎ分けること。趣味は、毛のついた動物と触れ合うこと。
- 無類の猫好き。実家では猫を飼っている。mofusand（モフサンド）が好きで、多くのグッズを持っている。
- 両親と、弟が2人の5人家族。
- 学生時代はサッカー部やバスケ部に所属していた。高校は男子校。
- 師匠の鈴木浩文からもらった言葉である「自分の周りに居てくれる人を幸せにすること」を大切にしていて、身内愛が強いところを受け継いでいる。
- 保有資格は、普通自動車免許、第二種電気工事士

## 出演

### 舞台
- はじまりのおわりに（2019年7月10日 - 15日、サンモールスタジオ） - 四谷 役
- 朝日のような夕日をつれて（2020年1月14日 - 19日、本所松坂亭劇場） - EX ver.　※1月17日・19日の出演
- 豆腐屋の唄（2020年11月27日 - 12月3日 ※12月1日・2日休演、武蔵野芸能劇場） - 香西 航 役・三男
- ハイパープロジェクション演劇『ハイキュー!!』“頂の景色・2”（2021年3月20日 ‐ 21日、東京公演：TOKYO DOME CITY HALL / 4月3日 - 4日、宮城公演 : 多賀城市民会館 大ホール / 4月9日 - 11日、大阪公演 : 梅田芸術劇場 シアター・ドラマシティ / 4月17日 - 18日、兵庫公演 : あましんアルカイックホール / 4月23日 - 24日、福岡公演 : 北九州ソレイユホール / 4月29日 - 5月9日、東京旋風公演 : TOKYO DOME CITY HALL）
- which to choose（2021年7月3日、GINZA Lounge ZERO） - カシオペア 役
- RANPO chronicle 妄想博覧会～カフェ・ド・ミラージュ～（2021年11月25日 - 27日、シアターブラッツ） - Ａキャスト
- ここにいたこと（2021年12日14日 - 19日、小劇場てあとるらぽう） - 沢村啓斗 役

### テレビドラマ
- 仮面同窓会（2019年6月1日 - 7月21日、東海テレビ）
- ナンバMG5（2022年4月13日 - 6月22日、フジテレビ） - 永野拓海 役
- 暴太郎戦隊ドンブラザーズ 第30話（2022年9月25日、テレビ朝日） - イケメンアノーニ 役
- どうか私より不幸でいて下さい 第4話（2024年8月6日、日本テレビ）- 志保の大学の同級生 役[4]

### 映画
- 劇場（2020年7月17日公開、行定勲 監督）
- 唐人街探偵 東京MISSION（2021年7月9日公開、陳思誠 監督）
- 麻希のいる世界（2022年1月29日公開、塩田明彦監督）
- イチケイのカラス（2023年1月13日公開、田中亮監督）
- ひとりぼっちじゃない（2023年3月10日公開、行定勲 監督）
- 在りのままで咲け（2023年12月1日公開、松本動）

### CM
- 東京ディズニーリゾート
- SoftBank / Y!mobile
- 明治 / ザバス
- Docomo
- 吉本興業
- マクドナルド
- SHARP / プラズマクラスター
- 日本生命
- 三菱地所
- リクルート / ゼクシィ